# 布羅克頓 (伊利諾伊州)
布羅克頓（英語：Brocton）是位於美國伊利諾伊州埃德加縣的一個村落。

## 地理
布羅克頓的座標為39°42′56″N 87°55′57″W / 39.71556°N 87.93250°W，而該地最高點為海拔高度202米（即663英尺）。

## 人口
根據2010年美國人口普查的數據，布羅克頓的面積為1.50平方千米，當中陸地面積為1.50平方千米，而水域面積為0.00平方千米。當地共有人口322人，而人口密度為每平方千米214人。